# Lantau

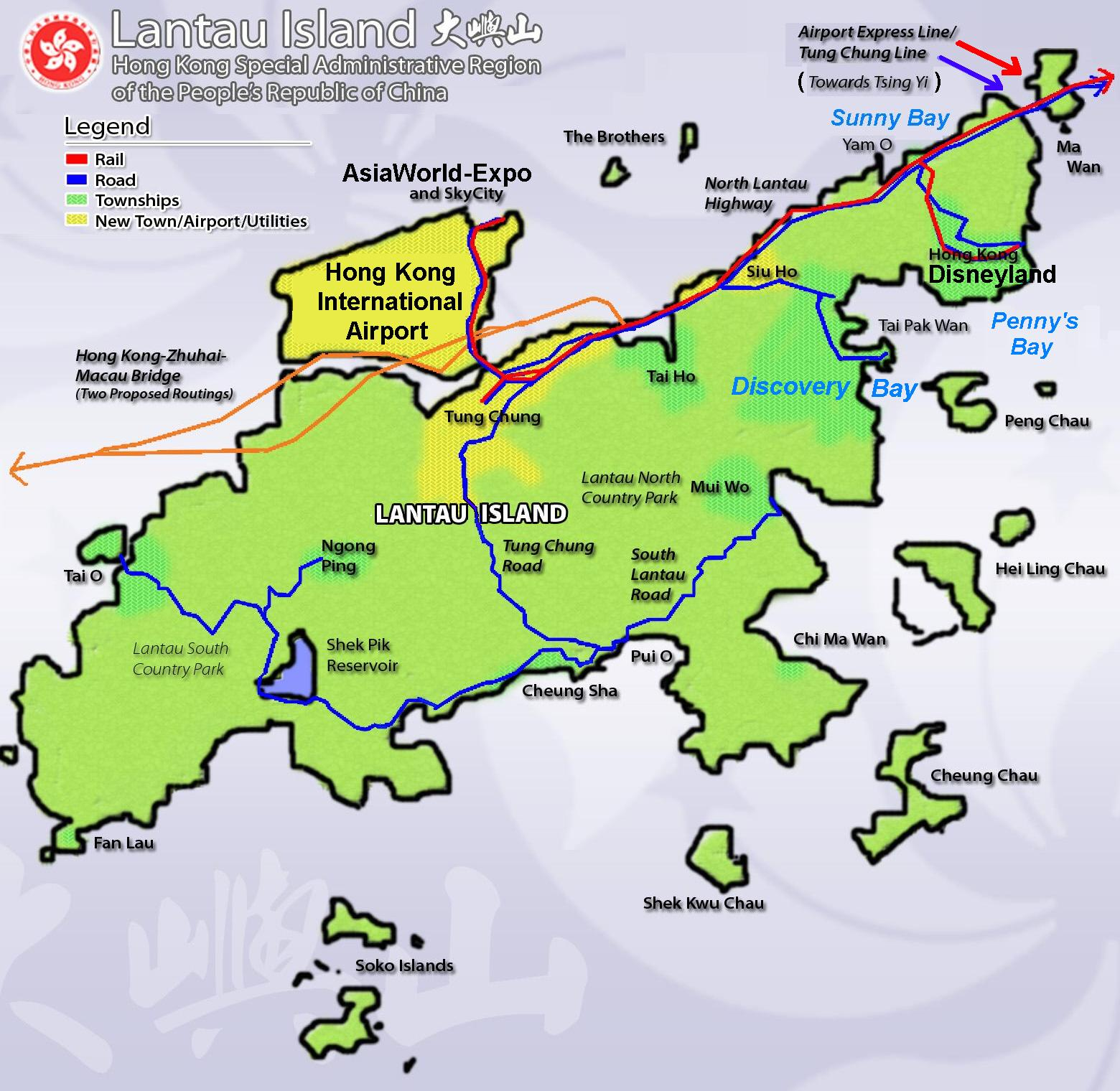
Karta över Lantau

Lantau (även Lantao, kinesiska: 爛頭, förenklad kinesiska: 烂头) är en ö strax väster om Hongkong. Den har en yta på cirka 146 km². Lantau är den största ön i Hongkong och ligger vid mynningen av Zhujiangs (Pärlfloden) utlopp i Sydkinesiska havet. Administrativt är den en del av distriktet Islands som hör till Nya territorierna, men en liten del i den nordöstra delen av ön tillhör distriktet Tsuen Wan.
Ön är mycket bergig, och det högsta berget, som bär samma namn som ön, berget Lantau (även känt som Fung Wong Shan) når 934 meter över havet. Bebyggelsen på ön bestod före 1990-talet mestadels av små fiskebyar, bland vilka särskilt märks den delvis på pålar byggda byn Tai O, men ön har under senare år förändrats i och med utvecklingen av flera stora infrastrukturprojekt i anslutning till Hongkongs nya internationella flygplats (öppnad 1998), som ligger på den delvis konstgjorda halvön Chek Lap Kok på öns nordkust. Intill flygplatsen byggdes staden Tung Chung, varifrån en ny motorväg och järnväg byggdes för att knyta samman flygplatsen med de centrala områdena Kowloon och Hongkongön. Från Tung Chung går också linbanan Ngong Ping 360, som leder upp till klostret Po Lin, där Tian Tan Buddha, en 34 meter hög bronsstaty av en sittande Buddha står. På Lantau ligger dessutom Hong Kong Disneyland.

## Fängelser
Det finns sex fängelser på ön: Chi Ma Wan, Chi Sun, Ma Mo Ping, Tong Fuk, Sha Tsui och högsäkerhetsfängelset Shek Pik.